# Plage Rouge
La plage Rouge, ou Praia Vermelha en portugais, est une plage de sable de l'océan Atlantique située au pied du Pain de Sucre à Rio de Janeiro, au Brésil.